# Konrad Krafft von Dellmensingen
Konrad Krafft von Dellmensingen (Laufen, 24 novembre 1862 – Seeshaupt, 21 febbraio 1953) è stato un generale tedesco di origini bavaresi, che prestò servizio in qualità di generale e capo di stato maggiore nei principali fronti di battaglia della prima guerra mondiale. Si distinse per capacità e preparazione al comando dell'Alpenkorps tedesco in Italia, e per aver assunto un ruolo determinante nell'organizzazione tattica della battaglia di Caporetto contro l'esercito italiano, tanto da essere definito dallo storico Gianni Pieropan; «l'autentico deus ex machina della 12ª battaglia dell'Isonzo».

## Biografia

### I primi anni
Proveniente da una nobile famiglia bavarese senza particolari tradizioni militari, Konrad entrò nell'Accademia reale bavarese nell'agosto 1881, due anni dopo venne promosso sottotenente, e terminati gli studi presso l'Accademia prestò servizio presso lo stato maggiore di diverse grandi unità. Nel 1912 venne promosso capo di stato maggiore dell'esercito reale bavarese, incarico che mantenne fino allo scoppio della prima guerra mondiale.

### Il primo conflitto mondiale
Al momento della mobilitazione generale Krafft venne assegnato allo stato maggiore della 6ª Armata tedesca sul fronte della Lorena, dove partecipò alla battaglia delle Frontiere e alla serie di scontri denominati "Corsa al mare", che segnarono la fine della guerra di movimento sul fronte occidentale nell'ottobre 1914. Con l'approssimarsi del conflitto tra Regno d'Italia e Impero austro-ungarico, Krafft venne incaricato di costituire l'Alpenkorps, ossia un corpo di fanteria da montagna che sarebbe stato impegnato per dar manforte alle esigue truppe austro-ungariche che avrebbero dovuto difendere il territorio di Trento e Bolzano dalle mire di conquista italiane. I tedeschi infatti, consideravano le regioni tirolesi a cavallo del Brennero come una propaggine della Baviera, e l'invio di un forte contingente venne utilizzato soprattutto per rammentare agli italiani che lungo la direttrice del Tirolo, e perciò della Germania, «c'erano loro».

#### Al comando dell'Alpenkorps
Il 20 maggio il generale Können von Horack si incontrò a Kempten (dove veniva allestito l'Alpenkorps) con il generale Krafft per concordare il movimento dell'unità verso il Trentino, che iniziò cinque giorni più tardi per concludersi il 12 giugno. Si trattava di una poderosa unità di circa 29.000 uomini, molto ben armata e in grado di operare autonomamente perché completa in fatto di servizi e logistica. Nonostante il grosso delle truppe di Krafft stazionasse tra Trento e Bolzano, molti piccoli reparti ebbero l'ordine di muoversi continuamente lungo il fronte, effettuando ricognizioni per simulare una presenza ancor maggiore, ma con l'ordine ben preciso di non ingaggiare combattimenti. Non appena si ebbe la certezza che nulla sarebbe accaduto nel Trentino meridionale, l'Alpenkorps venne spostato nel settore della 4ª Armata italiana, dove si stava concretizzando, seppur tardivamente e poco convintamente, il tentativo di entrare in Val Pusteria. A tal proposito l'inazione meravigliò il generale Krafft, che annotò sul suo diario: «Apprendo che il nemico non ha intrapreso finora, in nessun punto, nulla di serio. Si vede che non sa cogliere il suo vantaggio».
Nonostante i divieti, nel settore della Val Pusteria i tedeschi e gli austro-ungarici combatterono fianco a fianco, ma l'alleanza non fu priva di tensioni fra i comandanti; il comandante austriaco nel settore, Viktor Dankl von Krasnik si era illuso di poter disporre a propria discrezione dell'unità tedesca, impiegandola possibilmente in un'azione offensiva di vasta portata. Ma per la necessità di evitare un coinvolgimento diretto con l'Italia, i comandi tedeschi non consentirono a Dankl di utilizzare liberamente delle truppe tedesche. D'altra parte anche gli italiani, seppur consapevoli della presenza tedesca, non vollero incrinare il rapporto con la Germania, ed evitarono di far trapelare notizie in patria per non allarmare l'opinione pubblica e non creare motivazioni tali da dover rivedere la delicata situazione. Tale volontà divenne chiara agli occhi dei tedeschi durante i combattimenti nel settore di Som Pouses nelle alture intorno a Cortina d'Ampezzo, quando gli alpini conquistarono il rilievo di Ponte Alto ingaggiando in combattimenti gli jäger bavaresi che erano passati al contrattacco, lasciando prigionieri. Questo avrebbe fornito all'Italia il pretesto diplomatico che gli avrebbe consentito di dichiarare guerra alla Germania, ma così non fu. A tal proposito, commentando l'insuccesso dello scontro, Krafft scrisse: «Se gli italiani avessero voluto trarre partito da ciò a fini politici, sarebbe avvenuto esattamente quello che per nessun motivo si voleva accadesse».
Il 1º ottobre il comandante supremo dell'esercito tedesco Erich von Falkenhayn interpellò Krafft sull'opportunità di ritirare le truppe dell'Alpenkorps, visto che la loro funzione di deterrente era stata assolta e quindi poteva iniziare la sostituzione con truppe austro-ungariche. Krafft si disse d'accordo, e quindici giorni dopo l'Alpenkorps concluse il suo trasferimento in Germania lasciando sul fronte trentino solo alcune batterie e nuclei mitragliatrici che gli alleati non erano in grado di sostituire. Al posto dei tedeschi subentrarono i temibili Kaiserjäger, che assieme ai Landesschützen costituivano le migliori truppe da montagna austro-ungariche, e il 20 ottobre Krafft lasciò il Comando difesa territoriale del Tirolo al generale Roth von Limanowa-Lapanów, comandante del XIV Corpo d'armata.

#### Attacco a Caporetto
Tornato in Germania Krafft venne insignito della massima onorificenza prussiana Pour le Mérite, e nel febbraio 1917 assunse l'incarico di capo di stato maggiore del gruppo d'armate dipendente dal Duca del Württemberg, schierato nel fronte dei Balcani. A settembre ricevette da Erich Ludendorff il delicato compito di ispezionare il tratto di fronte italiano che gli austro-ungarici avevano proposto di attaccare. Dopo l'undicesima battaglia dell'Isonzo il comando supremo imperiale comunicò all'omologo comando tedesco che c'era il bisogno di migliorare la situazione della linea mediante una nuova offensiva, perciò chiese l'invio di 8 divisioni esperte di montagna e di artiglieria pesante, ribadendo con forza che il miglioramento del fronte isontino era una necessità inderogabile. Ludendorff si dimostrò scarsamente favorevole alla richiesta, preferendo porre l'attenzione contro la definitiva capitolazione della Romania, ma Paul von Hindenburg decise di rinviare la decisione dopo il rientro di Krafft.
Tra il 2 e il 6 settembre 1917 il generale eseguì un'accurata ricognizione del fronte italiano, ricavandone la convinzione che il quadro delicato delineato dai comandi austriaci era perfettamente condivisibile, l'esercito di Carlo non avrebbe potuto sostenere un ulteriore attacco su quelle posizioni, e quando rientrò a Bad Kreuznach l'8 settembre, riferì ai massimi comandi tedeschi la necessità di sferrare un attacco sul medio Isonzo in su, fino a Plezzo, ponendo risalto al settore di Tolmino, utile quale punto di partenza per un attacco. Lo schieramento delle artiglierie e il concentramento delle fanterie proposto da Krafft, si presentava come un'impresa complessa e straordinariamente pericolosa, ma se ne assunse totalmente la responsabilità, nonostante l'attacco si presentasse agli occhi dei generali tedeschi come un azzardo. «Alla fine del mio rapporto» scriverà il generale Krafft, «gli ascoltatori rimasero palesemente impressionati: non si sentiva volare una mosca. Ci si rese conto che io mi ero assunto una massa di responsabilità fuori dall'ordinario», ma fu proprio Ludendorff a rompere il silenzio esclamando: «Io penso che l'impresa sia molto difficile e molto rischiosa, ma dobbiamo prendere una decisione. In nome di Dio, noi vogliamo farcela!». Il generale Georg von Waldstätten, esponente di spicco del comando supremo imperiale, stabilì gli accordi per la reciproca collaborazione; l'imperatore Carlo I avrebbe assunto il comando supremo delle operazioni contro l'Italia e, ai suoi ordini, avrebbero esercitato in Trentino il generale Franz Conrad von Hötzendorf e sull'Isonzo l'arciduca Eugenio. Alle dipendenze di quest'ultimo venivano poste la 10ª Armata austro-ungarica del generale Alexander von Krobatin, la neo-costituita 14ª Armata austro-tedesca e pure il neo-costituito gruppo d'armate del generale Svetozar Borojević von Bojna, con la 1ª e la 2ª Armata dell'Isonzo. L'11 settembre la 14ª Armata, alla quale furono assegnate sceltissime divisioni tedesche e il I Corpo austro-ungarico del generale Alfred Krauß, fu messa al comando di Otto von Below, che poté contare sul generale Krafft in qualità di Capo di stato maggiore.
Ma con il prosieguo degli studi sull'attacco Krafft si convinse giorno dopo giorno che l'offensiva non avrebbe dovuto limitarsi a migliorare le posizioni: per assicurare agli austro-ungarici un sollievo che durasse nell'avvenire, si doveva fissare come obiettivo minimo il Tagliamento e, in questa prospettiva, il piano predisposto non offriva una base sufficiente, e andava rivisto ampiamente. Krafft e gli altri generali si misero immediatamente al lavoro e il 27 settembre, durante un incontro con Below e Borojević, fu presentato e approvato inizialmente per il 22 ottobre. Krafft scartò immediatamente l'idea di un attacco diversivo sull'Altopiano del Lom, onde non porre preventivamente in allerta il nemico, il quale, registrò nuovamente la presenza dell'Alpenkorps in Trentino assieme a movimenti nemici sul fronte, che portarono Luigi Cadorna a diramare comunicati di allerta, seppur decisamente vaghi e poco incisivi. Alcuni ritardi di approvvigionamento posticiparono la data dell'attacco alle 2:00 del 24, ma già dal 21 Krafft ammise che da metà ottobre l'afflusso di rinforzi italiani verso l'alto Isonzo faceva sì che la battaglia si giocasse a carte scoperte, ma si rese anche conto che: «Per nostra buona fortuna non si registrarono tutte le conseguenze negative che però sarebbe stato lecito aspettarsi: ad esempio con nostra sorpresa mancò la reazione più pericolosa e cioè un sistematico e intenso tiro d'artiglieria sulle rotabili d'accesso al fronte, ormai fittamente affollate». Rimase quindi un certo grado di incertezza, legato soprattutto all'inizio dell'attacco, e il ritardo austro-ungarico giocò a loro favore. L'organizzazione fu metodica ed efficiente, il morale delle truppe era alto da molti giorni, tanto che lo stesso Krafft annotò: «[...] La fanteria ebbe dunque la certezza che tutto era stato fatto onde facilitarle il compito e che stavolta gli italiani si sarebbero presa una lezione quale mai finora era stata loro inflitta».
L'attacco partì il 24 ottobre, ed ebbe un enorme successo su tutta la linea, obbligando ad una ritirata disordinata centinaia di migliaia di soldati italiani che si riversarono in massa prima sul Tagliamento il 30 ottobre e successivamente sul Piave, dove il 12 novembre l'ultimo reparto italiano poté assestarsi lungo il fiume. In totale dal 24 ottobre all'8 novembre i bollettini di guerra tedeschi avevano contato un bottino di 250.000 prigionieri e 2.300 cannoni, infliggendo un durissimo colpo all'esercito italiano. Compiuto questo enorme sforzo, che perdurò fino al 14 dicembre, il comando supremo germanico in seguito ad un rapporto inoltrato da Krafft, decise di ritirare le proprie truppe dal fronte italiano: i tedeschi stavano preparando una nuova offensiva decisiva sul fronte occidentale e avevano bisogno di tutte le forze disponibili. Così il 6 gennaio il generale von Below lasciò il comando della 14ª Armata e due giorni dopo fu la volta del generale Krafft von Dellmensingen e del maggiore von Willinsen. In pratica l'intero comando si trasferì sul fronte occidentale, dove assunse quello della 17ª Armata tedesca che avrebbe partecipato all'offensiva di primavera.

#### L'ultimo anno di guerra
Nel 1918 Krafft venne promosso generale di artiglieria e messo al comando del II Corpo d'armata bavarese, incarico che mantenne anche durante le battaglie difensive che si svolsero alla fine della guerra. Nel novembre Krafft von Dellmensingen fu nuovamente inviato in Italia, sul Brennero, per garantire la Germania da un attacco lungo quella direttrice durante l'offensiva che l'esercito italiano stava scatenando contro l'Austria-Ungheria ormai vicina al collasso. Con una batteria e numerose mitragliatrici Krafft e i suoi uomini occuparono la posizione di Fortezza sulla linea ferroviaria del Brennero e spinse pattuglie fino a Bressanone, mentre altre truppe vennero inviate in Val Passiria per occupare San Leonardo, Landeck, il passo del Giovo e Vipiteno. Il 4 novembre, con la firma dell'armistizio tra Italia e Austria-Ungheria, le truppe tedesche di Krafft si trovarono all'interno del territorio d'armistizio, e il comando supremo italiano ordinò a Pecori Girardi di inviare colonne armate con lo scopo di forzare il caposaldo di Fortezza e puntare sul Brennero, mentre altri reparti avrebbero attaccato verso il Giovo e Vipiteno. Krafft, consapevole che ormai la guerra era agli sgoccioli, non organizzò nessuna strenua resistenza, e ritirandosi permise agli italiani di occupare agevolmente l'abitato di Fortezza il 9 novembre, e quindi all'alba del 10 anche il passo del Brennero, mentre gli alpini occuparono Vipiteno e Sella di Dobbiaco.

### Gli ultimi anni
Krafft von Dellmensingen si ritirò dal servizio attivo nel dicembre 1918, e intraprese una carriera politica con lo scopo di appoggiare una restaurazione monarchica in Baviera. Si ritirò però ben presto a vita privata, dedicandosi agli studi sulla storia delle unità bavaresi impegnate nel primo conflitto mondiale. Nel 1937 il regime nazista dedicherà a Krafft una caserma militare nella località di Garmisch-Partenkirchen, la "Krafft von Dellmensingen Kaserne", che con la fine della seconda guerra mondiale verrà occupata dalle truppe statunitensi, e che nel 1993 diverrà la sede del "George C. Marshall European Center for Security Studies". Il generale Krafft von Dellmensingen morì nella sua Baviera nel 1953, a 91 anni di età.